# (3267) Glo
(3267) Glo es un asteroide que forma parte del grupo de los asteroides que cruzan la órbita de Marte y fue descubierto por Edward L. G. Bowell el 3 de enero de 1981 desde la Estación Anderson Mesa, en Flagstaff, Estados Unidos.

## Designación y nombre
Glo recibió al principio la designación de 1981 AA.
Posteriormente, en 1987, se nombró en honor de la astrónoma estadounidense Eleanor «Glo» Helin.

## Características orbitales
Glo orbita a una distancia media de 2,33 ua del Sol, pudiendo acercarse hasta 1,643 ua y alejarse hasta 3,017 ua. Tiene una excentricidad de 0,2949 y una inclinación orbital de 24,02 grados. Emplea en completar una órbita alrededor del Sol 1299 días.

## Características físicas
La magnitud absoluta de Glo es 12,8. Tiene 13,6 km de diámetro y un periodo de rotación de 6,878 horas. Se estima su albedo en 0,0607.